# Aktorzy prowincjonalni
Aktorzy prowincjonalni – polski psychologiczny film obyczajowy z 1978 roku w reżyserii Agnieszki Holland, na podstawie scenariusza napisanego wraz z Witoldem Zatorskim. Treścią filmu są obsesyjne starania młodego aktora teatralnego (Tadeusz Huk) o otrzymanie głównej roli w spektaklu Wyzwolenie Stanisława Wyspiańskiego; podczas tych starań aktor zaniedbuje swoją żonę pracującą w teatrzyku dla dzieci (Halina Łabonarska). Debiut kinowy Holland był wielokrotnie nagradzany; doceniano rolę Łabonarskiej oraz reżyserię, za którą Holland otrzymała nagrodę FIPRESCI na Festiwalu Filmowym w Cannes.

## Opis fabuły
Głównym bohaterem Aktorów prowincjonalnych jest Krzysztof Malewski, dość młody aktor, którego marzeniem jest angaż do roli Konrada w inscenizowanym właśnie Wyzwoleniu Stanisława Wyspiańskiego. Marzenia te nie spełniają się, gdyż reszta trupy aktorskiej odnosi się do przedstawienia jako typowej chałtury. Jednakże sposób postępowania Krzysztofa bynajmniej nie dowodzi jego idealizmu i czystości moralnej. Próbując osiągnąć upragniony sukces artystyczny, Krzysztof próbuje po prostu dostać się do lepszego teatru i opuścić znienawidzoną przez siebie prowincję. Tymczasem jego żona Anka, pracująca jako lalkarka w teatrze dla dzieci, czuje się odtrącona przez męża, zagubiona i osamotniona. Obsesja, z jaką Krzysztof próbuje zrealizować zamierzony cel, kończy się rozpadem związku.

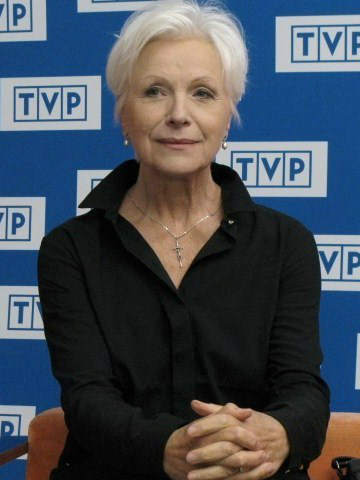
Halina Łabonarska, odtwórczyni głównej roli żeńskiej (2018)

## Obsada aktorska
Źródło: Internetowa Baza Filmu Polskiego

- Halina Łabonarska – Anka Malewska, żona Krzysztofa
- Tadeusz Huk – Krzysztof Malewski
- Iwona Biernacka – asystentka Rysia
- Ewa Dałkowska – Krystyna Gazda, przyjaciółka Ani z lat szkolnych
- Sława Kwaśniewska – suflerka Malina
- Kazimiera Nogajówna – aktorka Hanka
- Janina Ordężanka – matka Andrzeja
- Krystyna Wachelko-Zaleska – aktorka Daniela
- Stefan Burczyk – aktor Andrzej, przyjaciel Krzysztofa
- Andrzej Buszewicz – aktor Zygmunt Bielski
- Jan Ciecierski – Tadeusz Burski, sąsiad Anki i Krzysztofa
- Jerzy Fedorowicz – Michał Sulkiewicz, przyjaciel Krzysztofa ze szkoły teatralnej
- Adam Ferency – maszynista Adaś
- Bronisław Kassowski – stary aktor
- Jerzy Kryszak – aktor „Cynik”
- Jerzy Łapiński-Gaździński – aktor Darek
- Stanisław Michalski – aktor Antczak
- Jerzy Stuhr – recenzent Wojciech Głosowicz
- Jerzy Wasiuczyński – dyrektor teatru
- Tomasz Zygadło – reżyser Sławomir Szczepan
- Barbara Rachwalska – Stasiakowa, sąsiadka Anki i Krzysztofa
- Ryszard Kotys – brygadzista Majchrzak
- Zbigniew Bielski – maszynista Zawadzki
- Marcin Jarnuszkiewicz – scenograf
- Andrzej Rozhin – Korbut, dyrektor łódzkiego teatru

## Produkcja
Film Aktorzy prowincjonalni był debiutem kinowym reżyserki Agnieszki Holland, dotąd kręcącej filmy telewizyjne. Swój zamiar stworzenia filmu Holland objaśniała następująco: „w Aktorach prowincjonalnych mniej mi chodziło o ukazanie mechanizmu manipulacji, a bardziej o przedstawienie właśnie ludzkiego losu, w całym jego uwikłaniu i splątaniu. To znaczy starałam się bardziej wydobyć aspekt egzystencjalny niż publicystyczny”. Za produkcję filmu odpowiadał Michał Szczerbic, który musiał zmierzyć się z brakiem przychylności decydentów: „Mówiono mi, że w tym składzie ten film nie może się udać. Agnieszka zawali, ja zawalę finanse. Pomimo tych kłód, które rzucano nam pod nogi, udało się”. Zdjęcia do filmu nakręcono w Łodzi i Piątku.

## Odbiór

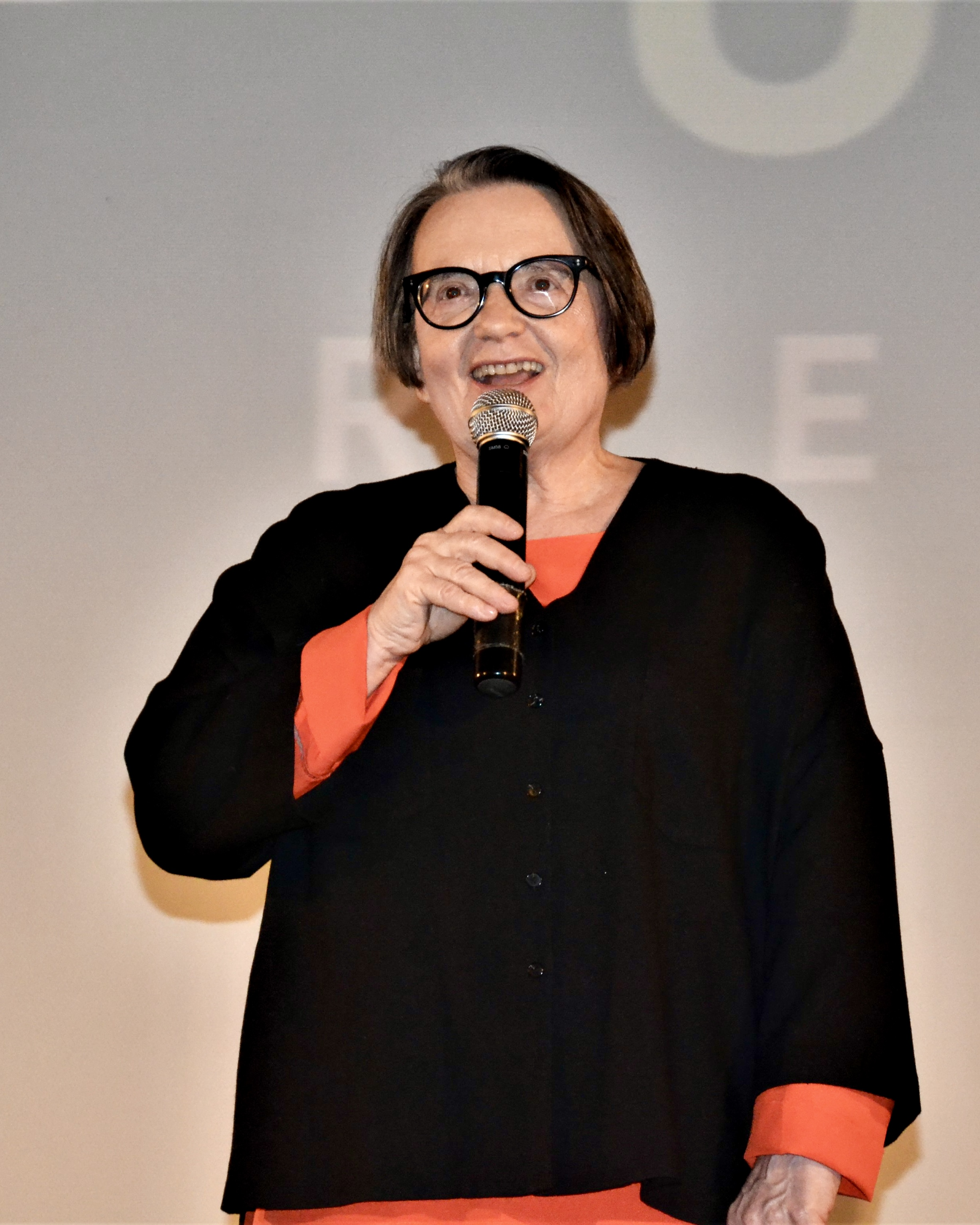
Agnieszka Holland, reżyserka filmu (2017)

Premiera Aktorów prowincjonalnych odbyła się 10 sierpnia 1979 roku; na seanse filmu tłumnie przychodziła młoda publiczność, co po latach Holland odnotowywała następująco: „Film zdmuchnął wszystkich, wzbudził ogólny entuzjazm. Widownia to byli głównie młodzi ludzie. Właśnie wtedy pierwszy raz poczułam taki niebywały smak radości, że się coś zrobiło, co ludzie przyjmują z jakimś entuzjazmem, emocjami, wdzięcznością”.
Barbara Mruklik w recenzji dla czasopisma „Kino” odczytywała film Holland jako dzieło, w którym „rzecz idzie o interpretację tekstu klasycznej sztuki z wielkiego repertuaru narodowego, a w istocie o obronę podstawowych, autentycznych wartości […] Krzysztof obija się jednak tylko o szklane ściany obojętności, bezmyślności, bezwładu, marazmu, ogólnego niechcenia, niezrozumienia”.
Mariola Jankun-Dopartowa upatrywała w Aktorach prowincjonalnych ironicznych nawiązań do dylematów poruszanych w Wyzwoleniu Wyspiańskiego:
Manierę epoki zastępuje tu realistyczny obraz środowiska teatralnego z drugiej połowy lat siedemdziesiątych, z całą płycizną intelektualną, miałkością artystyczną, wulgarnością języka i trywialnością. Prywatność jest tylko przedłużeniem tego, co widzimy w teatrze; postulowane przez Wyspiańskiego stopienie się sztuki i życia w jedną całość nabiera tu ironicznego charakteru.
Marcin Maron dostrzegał w filmie Holland dwoistość znaczeniową, wynikającą z nawiązania do Wyzwolenia. Aktorów prowincjonalnych można odczytywać jako przypowieść autotematyczną, wyrażającą „problem fałszywego stosunku do kultury, czyli manipulacji, które mogą przesłonić prawdę o sensie sztuki i realiach życia”. Można też – jak zauważa Maron – traktować film Holland jako przenośnię, w której tak jak u Wyspiańskiego „chodzi o pytanie: jak można wyzwolić sztukę i życie z kłamstwa”. Barbara Hollender na łamach „Rzeczpospolitej” dowodziła ponadczasowości filmu, mówiąc, że o ile w momencie premiery filmu „środowisko prowincjonalnego teatru odczytywano jako metaforyczny obraz Polski, dzisiaj można dostrzec w tym filmie opowieść o niespełnieniach artysty, o rozmijaniu się życia i ideałów”. Tomasz Raczkowski z portalu Film.org.pl dowodził, że;
Holland dekonstruuje Polskę i Polaków, rysując przekonujący obraz relacji jednostki ze zbiorowością, sztuki z życiowym znojem, brzemienia historii ze współczesnością i polityki z prywatnym życiem. […] Aktorzy prowincjonalni są osiągnięciem nie tylko polskiego, ale i światowego kina społecznego, bezbłędnie wykorzystującym cały potencjał tego nurtu.

## Nagrody
- 1979 – Halina Łabonarska – Gdańsk (Festiwal Polskich Filmów Fabularnych) – nagroda za pierwszoplanową rolę kobiecą.
- 1979 – Agnieszka Holland – Koszalin (Koszaliński Festiwal Debiutów Filmowych „Młodzi i Film”) – Grand Prix „Wielki Jantar” za szczególnie interesujące przedstawienie problemów naszej współczesności.
- 1979 – Halina Łabonarska – Koszalin (KSF „Młodzi i Film”) – nagroda aktorska w wyniku plebiscytu publiczności.
- 1980 – Agnieszka Holland – nagroda Międzynarodowej Federacji Krytyków Filmowych FIPRESCI na Festiwalu w Cannes.